# بلوط اموری
بلوط اموری (نام علمی: Quercus emoryi) نام یک گونه از سرده بلوط است.